# Madalena da Baviera
Madalena da Baviera (em alemão:  Magdalene von Bayern; Munique, 4 de julho de 1587 – 25 de setembro de 1628) foi, por nascimento, uma princesa bávara membro da Casa de Wittelsbach. Era a décima e última filha de Guilherme V da Baviera e de Renata de Lorena.
Por casamento, tornou-se Duquesa do Palatinado-Neuburgo e Duquesa de Julich e de Berg.

## Biografia
Em 1607 o Arquiduque Matias da Áustria pediu a mão de Madalena em casamento. O impulsionador deste projeto foi o conselheiro de Matias, Melchior Khlesl, que pretendia que a corte bávara tomasse partido na disputa sucessória entre o arquiduque e o seu irmão Rodolfo II, Sacro Imperador Romano-Germânico. Apesar de Madalena estar inclinado a aceitar esta união, o irmão Maximiliano, recusou o pedido, uma vez que não queria ser envolvido nas disputas dinásticas austríacas. Em 1608 Matias renunciou oficialmente ao casamento bávaro por solicitação do seu irmão. Pouco depois, o Arquiduque Leopoldo V também mostrou interesse em Madalena.
Em maio de 1609 Leopoldo V visitou Munique e concordou em renunciar à sua situação eclesiástica para poder casar com Madalena. Durante a sua visita, ela desenvolveu sentimentos pelo seu pretendente afirmando que "por Matias ela não tinha quaisquer sentimentos ou afeição" preferindo tornar-se freira do que casar com ele. Sob pressão do pai e do irmão, Madalena aceitou finalmente em 1613 um casamento de conveniência.

## Casamento
A 11 de novembro de 1613, em Munique, Madalena casou com Wolfgang Guilherme, Príncipe-herdeiro do Ducado do Palatinado-Neuburgo, tal como ela um príncipe Wittelsbach e amigo próximo do seu irmão, Maximiliano.
Com esta união, a família ducal da Baviera tinha esperanças que o Luterano Wolfgang Guilherme voltasse a abraçar a fé católica. 
A cerimónia de casamento foi presidida pelo Príncipe-bispo de Eichstätt, Johann Christoph von Westerstetten, na Frauenkirche; as cerimónias que se seguiram foram muito complexas e tiveram a presença de 17 príncipes soberanos. Três dia depois, a 14 de novembro, Madalena renunciou por ela e por seus descendente, a quaisquer direitos sucessórios sobre a Baviera. Como dote, recebeu uma soma de 50.000 florins (guilders) e um montante adicional de 30.000 florins de seu irmão como presente.

## Questões religiosas
Madalena criou uma capela Católica no castelo de Neuburgo com dois Jesuítas que a acompanharam. Pouco tempo depois, ambos os jesuítas foram enviados para os Países Baixos pelo sogro de Madalena, Filipe Luís de Neuburgo. Numa ocasião, durante um serviço religioso onde Madalena se encontrava, foi disparado um tiro por uma janela aberta.
Em 15 de maio de 1614, alguns meses antes da morte do pai, Wolfgang Guilherme (sob influência da sua mulher), em cerimónia que decorreu na igreja de S. Lamberto, em Dusseldórfia, retomou a fé católica. Para a Contra-Reforma este foi um sucesso de alto significado, demonstrando o empenho de Madalena na política de seu irmão.

## Descendência
O casamento de Madalena com Wolfgang Guilherme apesar de todos os problemas, foi muito feliz. Madalena, descrita como muito parecida com o irmão, era inteligente e politicamente ambiciosa. Em 4 de outubro de 1615 ela deu à luz o seu único filho:
- Filipe Guilherme (Philip Wilhelm), assim batizado em honra de ambos os avôs.

Madalena morreu inesperadamente em Neuburgo do Danúbio com 41 anos. Foi sepultada na cripta jesuíta de Neuburgo, recentemente construída.

## Ascendência
| Madalena da Baviera | Pai: Guilherme V da Baviera | Avô Paterno: Alberto V da Baviera  | Bisavô Paterno: Guilherme IV da Baviera                      |
| Madalena da Baviera | Pai: Guilherme V da Baviera | Avô Paterno: Alberto V da Baviera  | Bisavó Paterna: Maria Jacobea de Bade-Sponheim               |
| Madalena da Baviera | Pai: Guilherme V da Baviera | Avó Paterna: Ana de Áustria        | Bisavô Paterno: Fernando I do Sacro Império Romano-Germânico |
| Madalena da Baviera | Pai: Guilherme V da Baviera | Avó Paterna: Ana de Áustria        | Bisavó Paterna: Ana da Boêmia e Hungria                      |
| Madalena da Baviera | Mãe: Renata de Lorena       | Avô Materno: Francisco I da Lorena | Bisavô Materno: António de Lorena                            |
| Madalena da Baviera | Mãe: Renata de Lorena       | Avô Materno: Francisco I da Lorena | Bisavó Materna: Renata de Bourbon-Montpensier                |
| Madalena da Baviera | Mãe: Renata de Lorena       | Avó Materna: Cristina da Dinamarca | Bisavô Materno: Cristiano II da Dinamarca                    |
| Madalena da Baviera | Mãe: Renata de Lorena       | Avó Materna: Cristina da Dinamarca | Bisavó Materna: Isabel da Áustria                            |